# Miss Brasil 1986
Miss Brasil 1986 foi a 33ª edição do tradicional concurso de beleza feminino de Miss Brasil, válido para o certame internacional de Miss Universo 1986. A competição foi televisionada pela SBT sob a apresentação de Silvio Santos e atrações musicais como Fábio Jr, Wanderléa e Ray Reyes. Vinte e cinco Estados, o Distrito Federal e o arquipélago de Fernando de Noronha disputaram o título que pertencia a mato-grossense Márcia Gabrielle, Miss Brasil 1985. Na ocasião, sagrou-se campeã a representante do Rio Grande do Sul, Deise Nunes de Souza, primeira mulher negra a obter tal feito.

## Resultados

### Colocações
| Posição                                                   | Estado e Candidata |
| Vencedora                                                 | - Rio Grande do Sul - Deise Nunes |
| 2º. Lugar                                                 | - São Paulo - Solange Alves Correia |
| 3º. Lugar                                                 | - Mato Grosso do Sul - Ana Cristina Cestari |
| 4º. Lugar                                                 | - Santa Catarina - Ivana Raquel Heil |
| 5º. Lugar                                                 | - Paraíba - Roberta Moreira |
| (TOP 12) Semifinalistas (Em ordem de classificação final) | - Minas Gerais - Marília Nogueira - Bahia - Morgana Campos - Pernambuco - Flávia Guimarães - Rio de Janeiro - Andréa Lima - Paraná - Elisa Kasminseki - Ceará - Deusa Guerra - Distrito Federal - Patrícia Carneiro |

### Prêmios Especiais
Foram distribuídos os seguintes prêmios este ano:
| Prêmio              | Estado e Candidata                          |
| Miss Simpatia       | - Paraná - Elisa Gizely Kasminseki          |
| O Mais Belo Vestido | - Piauí - Célia Regina Farias               |
| O Mais Belo Cabelo  | - Mato Grosso do Sul - Ana Cristina Cestari |

### Ordem dos Anúncios
| 1. Distrito Federal 2. Pernambuco 3. Ceará 4. Santa Catarina 5. Bahia 6. Paraíba 7. Rio de Janeiro 8. Mato Grosso do Sul 9. Paraná 10. Rio Grande do Sul 11. São Paulo 12. Minas Gerais | 1. Paraíba 2. Santa Catarina 3. Mato Grosso do Sul 4. Rio Grande do Sul 5. São Paulo |  |  |

## Jurados

### Final
Ajudaram a eleger a campeã:
1. Rosemary, cantora;
2. José Yunes, político;
3. João Dória, empresário;
4. Robson Jassa, cabeleireiro;
5. Monique Evans, modelo e atriz;
6. Christina Rocha, apresentadora;
7. Epaminondas da Cunha, da Paulistur;
8. Almir Pazzianotto Pinto, político;
9. Osvaldo Sargentelli, radialista;
10. Joyce Kerman, coreógrafa;
11. Maria Della Costa, atriz;
12. Mário Juruna, político;

## Pontuações oficiais
Assim foram distribuídos os pontos das etapas do concurso:
| Pts | Preliminar | Pts | Simpatia | Pts | Plástica | Pts | Elegância | M | Semifinal | N   | Finalista |
| 099 | PE         | 116 | RS       | 101 | RS       |     |           |   |           | 115 | RS        |
| 097 | CE         | 105 | SP       | 098 | SP       |     |           |   |           | 101 | SP        |
| 097 | PR         | 101 | MS       | 095 | SC       |     |           |   |           | 097 | MS        |
| 097 | RJ         | 098 | PB       | 090 | PB       |     |           |   |           | 094 | SC        |
| 097 | RS         | 094 | SC       | 089 | MS       |     |           |   |           | 085 | PB        |
| 097 | SP         | 077 | MG       | 085 | BA       |     |           |   |           | —   | —         |
| 096 | DF         | 077 | PR       | 084 | MG       |     |           |   |           | —   | —         |
| 096 | MS         | 075 | RJ       | 084 | RJ       |     |           |   |           | —   | —         |
| 096 | SC         | 074 | BA       | 079 | PR       |     |           |   |           | —   | —         |
| 095 | BA         | 072 | CE       | 078 | PE       |     |           |   |           | —   | —         |
| 095 | MG         | 071 | PE       | 067 | CE       |     |           |   |           | —   | —         |
| 095 | PB         | 066 | DF       | 064 | DF       |     |           |   |           | —   | —         |
| 094 | MA         | —   | —        | —   | —        | —   | —         | — | —         | —   | —         |
| 094 | MT         | —   | —        | —   | —        | —   | —         | — | —         | —   | —         |
| 093 | FN         | —   | —        | —   | —        | —   | —         | — | —         | —   | —         |
| 093 | PA         | —   | —        | —   | —        | —   | —         | — | —         | —   | —         |
| 092 | RN         | —   | —        | —   | —        | —   | —         | — | —         | —   | —         |
| 092 | RO         | —   | —        | —   | —        | —   | —         | — | —         | —   | —         |
| 091 | AL         | —   | —        | —   | —        | —   | —         | — | —         | —   | —         |
| 090 | GO         | —   | —        | —   | —        | —   | —         | — | —         | —   | —         |
| 088 | AM         | —   | —        | —   | —        | —   | —         | — | —         | —   | —         |
| 087 | PI         | —   | —        | —   | —        | —   | —         | — | —         | —   | —         |
| 086 | ES         | —   | —        | —   | —        | —   | —         | — | —         | —   | —         |
| 086 | RR         | —   | —        | —   | —        | —   | —         | — | —         | —   | —         |
| 085 | AP         | —   | —        | —   | —        | —   | —         | — | —         | —   | —         |
| 084 | AC         | —   | —        | —   | —        | —   | —         | — | —         | —   | —         |
| 084 | SE         | —   | —        | —   | —        | —   | —         | — | —         | —   | —         |

## Candidatas
Disputaram o título este ano:
| - Acre - Núcia Maria da Costa Nelo - Alagoas - Vera Ítala Leão Rêgo de Arruda - Amapá - Jaciara de Souza Coutinho - Amazonas - Gina Santiago de Araújo - Bahia - Morgana Campos Brasil - Ceará - Deusa Ferreira Guerra - Distrito Federal - Patrícia Carneiro Fernandes Pinto - Espírito Santo - Elizete Ferreira Semprini - Fernando de Noronha - Angelita da Silva Feijó - Goiás - Sálua Cheikh - Maranhão - Roberta Marão Félix - Mato Grosso - Maria Aparecida Correia da Costa - Mato Grosso do Sul - Ana Cristina Cestari - Minas Gerais - Marília Sales Nogueira Reis | - Pará - Maristela de Farias - Paraíba - Roberta Moreira da Silva - Paraná - Elisa Gizely Kasminseki Santos - Pernambuco - Flávia Maria Ramos Guimarães - Piauí - Célia Regina Farias de Araújo - Rio de Janeiro - Andréa Lima Afonso - Rio Grande do Norte - Maria Aparecida Santos - Rio Grande do Sul - Deise Nunes de Souza - Rondônia - Sheila Dorothy Miranda Ribeiro - Roraima - Mirna Rodrigues da Silva - Santa Catarina - Ivana Raquel Heil - São Paulo - Solange Alves Correia - Sergipe - Rita de Cássia Freire do Amor |